# Caligula2
『Caligula2』（カリギュラ2、英題: The Caligula Effect 2）は、ヒストリアが開発した日本のゲームソフト。ジャンルは学園ジュブナイルRPG。2021年6月24日にPS4版とNintendo Switch版をフリューより発売、2022年6月23日にPC版をヒストリアよりSteamとEpic Games Storeにて発売。2016年発売の『Caligula -カリギュラ-』の続編にあたる。

## 前作との関係
ストーリーは前作から5年後の世界を舞台としているが、閉じ込められる仮想世界やキャラクターは一新されており、前作未プレイでも楽しめる内容になっている。同時に、シリーズファン向けの要素もあり、前作のテレビアニメ版からの小ネタや、スピンオフ小説『Caligula -カリギュラ- EPISODE 水口茉莉絵 〜彼女の見た世界〜』の設定も含まれている。
基本的なゲームシステムも前作を継承しているが、「フロアージャック」や「オートバトル」、「グループクエスト」などの新要素もある。
用語も、「メタバーセス」「デジヘッド」「カタルシスエフェクト」など前作のものを継承しており、前作の「メビウス」は今作の「リドゥ」、「オスティナートの楽士」は「オブリガードの楽士」に対応する。
前作のイメージカラーがピンクだったのに対し、今作では人工的なネオンピンクになっている。

## ストーリー
謎のバーチャルアイドル・リグレットが創造した理想的な仮想世界「リドゥ」に閉じ込められた主人公と仲間たちが、もう一人のバーチャルアイドル・キィの協力のもと「帰宅部」を結成し、現実世界への帰還を目指す。

## 登場人物

### 二代目帰宅部
主人公
声 - 橘龍丸（男性） / 大地葉（女性）
花 - リンゴ
カタルシスエフェクト - ナイフ(二刀流)
本作の主人公。楯節学園高等部2年生。プレイヤーの投影。名前や性別はプレイヤーが決める。リドゥに来るきっかけとなる悩みは、前作主人公と概ね同じになっている。カタルシスエフェクト展開時、共通の意匠である胸の花を除き、他のメンバーのようなコスチュームの変化はない。
キャラ性能は万能型。全体的に動き出しが早く、各種カウンター技、シンプルな高RISK・高威力技、強制打ち上げ技などバリエーションが多彩。ただし、遠距離攻撃はできず、デバフ付与は不得意。また、クエストの達成によりレベルアップ時のステータス上昇量が増加していく仕様で、最終的には全ステータスがパーティ中トップ又は2位というレベルになる。一方で、クエストを一切こなさない場合の上昇量は全キャラ最低である。
能登 吟（のと ぎん）
声 - 市川蒼
花 - 青いバラ
カタルシスエフェクト - クロスボウ
高等部2年生。主人公のクラスメイトであり、相棒的な存在。技名は趣味のアメコミにちなむ。度々男子っぽさを言及する。カタルシスエフェクト展開時、胸当てとハイヒールが装着される。
キャラ性能はダメージ系デバフ付与型。遠距離攻撃がメインであり、主人公とは欠点を補い合う形となる。技同士のかみ合わせも良くコンボが決めやすい、まさに相棒といったポジションである。ただし、待機時間が長く、単独火力は低め。
釣巻 鐘太（つるまき しょうた）
声 - 伊東健人
カタルシスエフェクト - 刺股
高等部3年生。堅物な風紀委員の男子。鐘＝ゴングから、メンバーの一部からはゴン太と呼ばれる。校則違反である染髪をしている切子を度々呼び止めては煙たがられている。一方で、明確なルールのない物事に対しては途端に優柔不断になってしまう。カタルシスエフェクト展開時は、がんじがらめの鎖や目隠しが装着されるが特に行動に支障はきたさない様子。
キャラ性能は拘束系デバフ付与型。「拘束術」で相手の行動を抑止したり、高RISK技やカウンター技など、相手を阻害する性能に長ける。近接系の中では待機時間は長め。
月島 劉都（つきしま りゅうと）
声 - 内山昂輝
カタルシスエフェクト - マインゴーシュと聖杯
中等部3年生。マイペースな天才少年。名前の由来は「リュート」。謎解き・ハイテク担当。気が早く、遠回しなやり取りを嫌い、歯に衣着せぬ言動をする。一方で、帰宅部最年少であり、言っていることは正論であるため、メンバーからは反感を持たれてることは少ない。カタルシスエフェクト展開時は、片手剣と杯の2つが展開されるという特殊なタイプ。また、頭部に茨の冠が現れる。
キャラ性能は回避タンク型。自身に攻撃を引き付ける、カウンター技「トロンプ・ルイユ」で反撃する。ただし、反撃は回避に成功する必要があるため、敵味方の攻撃が100％命中する前提の空想視を活かせないのが最大の難点。杯の中身を相手に浴びせ、デバフを付与する技も持つ。
風祭 小鳩（かざまつり こばと）
声 - 上村祐翔
カタルシスエフェクト - モーニングスター
高等部3年生。感情表現豊かなチャラ男。名前の由来は「鳩琴」。言動だけ見るとかなり軽薄な人間に見えるが、ノリの良さも併せ持っており、吟からは慕われている。カタルシスエフェクトが展開されると、頭に角が生え、荒々しい鎖付き鉄球を持つ。
キャラ性能は鈍足パワー型。待機時間が長く、低い命中率に加え、相手を吹っ飛ばす技(＝命中するか否かでその後の連携に影響が出る)が多いため、劉都とは別の意味で空想視と相性が悪い。その代わり、ダメージ自体は極めて優秀で、特に対空技については最強。主人公や二胡など攻撃力・命中を強化できる味方との連携は特に強力である。
宮迫 切子（みやさこ きりこ）
声 - 宮本侑芽
カタルシスエフェクト - 刀
高等部1年生。他人に媚びない金髪女子。名前の由来は「小切子」。校則で禁止されている染髪をしているため鐘太と度々衝突している。しかし、彼女の生徒手帳にはなぜかその校則が記載されていない。世話好きであり、誰かに頼まれたり困っている人がいると、文句を言いながらも動いてしまう。カタルシスエフェクト展開時は、鉢巻きをつけ、セリフも侍のようなものが多くなる。
キャラ性能は高速アタッカー。行動前後の待機時間が短く、臨機応変な立ち回りが可能。命中率・攻撃力も高めで、シンプルに扱いやすい。その手数によりSPの消費が激しく、またカウンターが一切使えず、近接タイプの中でRISK付与や攻撃レベルが低いのが難点。
編木 ささら（あみき ささら）
声 - 諸星すみれ
カタルシスエフェクト - 薙刀
高等部3年生。おっとりした黒髪の女性。感情を表に出すことが少なく、暴言などもふんわりと受け流す。危険な目に遭うのはまず自分からであるべき、という変わった自己犠牲精神の持ち主。カタルシスエフェクト展開時は、肩周りに黒い帯が出現し、スカートが破れる。
キャラ性能は、タンク兼ヒーラー。一定範囲内のダメージを肩代わりするスキルで、ダメージを一手に担う。当然耐久力も高め。反面、攻撃性能はあまり高くはない。ただし、出だしが早いカウンターが使えるため妨害という役回りもこなせる。
駒村 二胡（こまむら にこ）
声 - 河野ひより
カタルシスエフェクト - チャクラム
高等部1年生。明るく無邪気な少女。一方で、時折冷徹な振る舞いも見せる。カタルシスエフェクト展開時は、背後から伸びる手が口と腹を押さえている、というかなり異様なもの。武器はゲーム中ではチャクラムと表記されているが、実際はフラフープがモチーフらしく、攻撃モーションも新体操の動きを想起させる。
キャラ性能はヒーラー兼サポーター。全体に対して効果を及ぼすバフや回復が使える他、地雷を設置して相手を吹き飛ばしたりもできる。半面、攻撃は出だしが遅くかなり使いづらい。
天吹 茉莉絵（あまぶき まりえ）
声 - 渕上舞
花 - スノードロップ
カタルシスエフェクト - 二挺拳銃と手榴弾
高等部2年生。生徒会長。主人公のクラスメイト。成績優秀・品行方正で心優しい美少女。唯一、カタルシスエフェクトに目覚めても現実の記憶を取り戻せなかった。カタルシスエフェクト展開時、両手が透明化したり、得物と名前も合わせて前作を彷彿とさせる。
キャラ性能は高速シューター。出だしの速い遠距離攻撃が使え、RISKや状態異常によって威力が向上する技を複数持つ。各種カウンター、命中・回避ダウン、全体(自分以外)SP回復など、かなり多様な能力を持つ。

### バーチャルアイドル
リグレット
声 - 香里有佐
謎めいたバーチャルアイドル。「リドゥ」の創造者。μよりは人間に寄り添った判断が下せるという。一方で、彼女のメインテーマの歌詞はかなり電波で理解しづらい。
キィ
声 - 峯田茉優
「リドゥ」の外から来たもう一人のバーチャルアイドル。おでこを出した少女。前作のバーチャルアイドル・μを「母」と呼ぶ。名前の由来はギリシア文字の「χ」。μの後継作らしいが、μがアストラルシンドロームの元凶であるらしいことが周知されてしまったため、発売できずに終わってしまった。その代わりにリグレットが持て囃されたため、マガイモノとして大いに嫌っている。

### オブリガードの楽士
前作では早々に帰宅部メンバーの顔が割れて楽士側から各々ターゲットをロックオンする形だったが、本作ではとある事情で終盤まで顔が割れずにいたため個々への興味が薄く、帰宅部から楽士に向ける矢印が強いことが多い。
マキナ
声 - 土岐隼一
コンポーザー - kemu（堀江晶太）
青年の姿をしたアンドロイド。ちなみに、リドゥはメビウスと違い、「ある時期の選択をやり直した可能性」であるため、アンドロイドは生まれる段階からやり直さないと無理があるが、楽士としての特権であるらしい。アンドロイドというのは伊達ではなく、腕からはビームを放ち、ジェットで空を飛べ、電車に引かれても平気である。最初のボスであるが、本来は前作のシャドウナイフ以上の戦闘性能を持つ。普段はロボットらしくカタカナで喋るが、感情的になると普通に喋る。
ささらから「本当は優しい子」と心配されている。
パンドラ
声 - 黒沢ともよ
コンポーザー - Ayase
植物園を管理するクールな女性。リドゥの運営に興味がなく、ただ自分の周りが静かであればいいと考えている。戦闘時は、増援を呼ぶ能力の他、リスクブレイクさせないとダメージが通らなくなる防御技も使う。
ある事情で彼女だけは切子に強い感情を向けており、切子もその振る舞いにいら立ちを見せる。
ムーくん
声 - 八代拓
コンポーザー - ポリスピカデリー
プラネタリウムで展覧会を開く奇抜なファッションの男性。妙にカラフルでコンセプトが曖昧な作品が多く、褒める人々の評判もいまいち曖昧な肯定が多い。
吟からは作品について「上辺だけ取り繕っている」など普段からは想像できないほど感情的に拒絶されている。
#QP（きゅーぴー）
声 - 水瀬いのり
コンポーザー - かいりきベア
恋愛体質の美少女。主人公のクラスメイト。男性に媚びを売りまくるが、特に女性からの評判が悪いという訳でもない様子。パンドラ同様、リドゥの運営に興味がなく、仮に消滅したとしてもメリットの喪失こそあれデメリットらしいデメリットがないタイプ。
現実での将来性などに言及した結果、小鳩から強烈な敵意を向けられることになる。
ドクトル
声 - 加藤和樹
コンポーザー - ぬゆり
タトゥーが特徴的な男性医師。クランケに常に寄り添っており、彼女の身の安全を最優先する。ちなみに、理想の世界であるリドゥに本来は病気自体が存在しないため、クランケ含め患者は皆「(理由はどうあれ)好きで入院・病人をやっている」というかなり歪な環境であり、彼がクランケ一人にかかりきりでもあまり問題はない様子。
若い劉都からは、「救うべき患者を放り出して惰眠を貪る情けない大人」として軽蔑されている。
クランケ
声 - 高田憂希
コンポーザー - Neru
車椅子の少女。ドクトルの患者。うつむき明後日の方を向いた虚ろな表情をしており、言葉はたどたどしくひらがなばかり、とかなりメンタリティに難を抱えている様子。実は学園の生徒だが、ほとんど登校していない。戦闘時は車椅子も敵として登場し、かなり厄介な行動をしてくる。ちなみに、マキナと違って喋り方は演技ではない様子。
鐘太とは学校で一度だけ会い、親切にしてもらっていた。鐘太はそれ以降一度も登校してこない彼女を気にかけている。
件（くだん）
声 - 伊瀬茉莉也
コンポーザー - ツミキ
リグレットの広報活動をする女性。いわゆるマニピュレーターというタイプであり、嘘を平然とつきつつも安全圏から他者を操ることを得意とし、自分の敗北すら利用して勝利を獲得して見せる。自己弁護の際は古今東西様々なことわざを引用する。
二胡からはその無軌道な嘘もことわざの引用も軽薄として嫌悪される。
ブラフマン
声 - 子安武人
コンポーザー - cosMo＠暴走P
リグレットのマネージャーのような仮面の男性。リグレットが能動的に動かないため、実質リドゥの方針全てを取り仕切る。

## スタッフ
- 開発：ヒストリア
- プロデューサー：山中拓也
- ディレクター：山中拓也、池田文香
- 企画：山中拓也
- シナリオ：山中拓也、関涼子、日暮茶坊、瀬戸涼一、恵莉ひなこ、播磨つな、扇風気周
- 世界観協力：里見直
- キャラクターデザイン：おぐち
- ゲームサウンド：増子津可燦
- サウンドプロデューサー：DECO*27

ほか。

## 楽曲
前作と同様、著名なボカロP（コンポーザー）が手掛けた楽曲が、本作のアピールポイントになっている。
9人のコンポーザー（sasakure.UK、kemu（堀江晶太）、Ayase、ポリスピカデリー、かいりきベア、ぬゆり、Neru、ツミキ、cosMo＠暴走P）が、各担当キャラクターの設定に沿ったボーカル曲を作詞作曲している。ボーカル曲それぞれに、通常戦闘時に流れるリグレット（香里有佐）版、ボス戦時に流れるTeddyLoid編曲のリミックス版、「フロアージャック」発動時に流れるキィ（峯田茉優）版の、3つの版が用意されている。さらに、みきとP作詞作曲『Orbit』など、前作楽曲のアレンジ版も複数用意されており、その一部はPS4・Switchの初回限定版特典や、追加DLCになっている。
PS4・Switchの予約特典として、リグレット版のみ収録したスペシャルアルバムCDが同梱されていた。2021年10月27日には、全楽曲を収録したオリジナルサウンドトラックCD（EAN 4988102985998）が発売された。Disc1はキィ版、2はリグレット版、3はリミックス版、4は増子津可燦作曲のBGMが収録されている。ゲーム本編内の「ジュークボックス」でも、進行度に応じて全楽曲が聴ける。

## 開発・販売
本作の構想は、前作の完全版である『Caligula Overdose』の開発中からスタッフ内にあった。同作の開発が落ち着いた頃に、本作の開発が始まった。シリーズものの第2作は、フリューにとって初めての試みだった。前作と同様、インディーゲーム的な持ち味を活かして開発された。
コンポーザーの起用は、前作ではニコニコ動画で活動する人物が主だったのに対し、今作ではYouTubeで活動する人物が主に選ばれた。起用に際しては、前作コンポーザーの一人でもあるDECO*27の助言もあった。コンポーザーの一人Ayaseは、2019年末に手掛けた楽曲『夜に駆ける』が大ヒットしたことで知られるが、本作への起用はそれより前におこなわれていた。
2021年2月18日、Nintendo Directにて、トレーラー動画により本作の情報を初公開した。2021年3月、個別のトレーラーにより各コンポーザーを順次発表した。2021年4月から11月には、前作と同様にプロモーション漫画『エクストリーム帰宅部2』を公式ブログで連載した。
2021年6月24日、PS4版とSwitch版を予告通り発売した。発売日前後、にじさんじ所属のバーチャルYoutuber 静凛らによる実況プレイ配信企画をおこなった。初週売上は10,243本だった。
2022年5月18日、PC版の発売を発表し、2022年6月23日に発売した。

## 反響
Metacriticでは "Generally favorable"（概ね好意的）の評価を得た。ファミ通クロスレビューでは「ゴールド殿堂」入りした。